# Periodikum
Periodikum (Pl. Periodika) oder auch fortlaufendes Sammelwerk bezeichnet im Bibliothekswesen ein meist regelmäßig erscheinendes Druckwerk. Es ist der fachliche Oberbegriff für Heftreihen, Journale, Zeitschriften, Zeitungen und ähnliche Printmedien und steht im Gegensatz zur Monografie.

## Periodizität
Das entscheidende Kennzeichen des Periodikums ist seine Wiederkehr (Periodizität).
Die Periodizität bei Zeitungen und Zeitschriften bezeichnet das regelmäßige Erscheinen einer Publikation. So muss eine Tageszeitung mindestens fünfmal (in den meisten Fällen sechsmal) in der Woche, eine Sonntagszeitung jeden Sonntag und eine Zeitschrift mindestens viermal im Jahr erscheinen. Die vier Kriterien einer Zeitung sind, neben der Periodizität, die Aktualität, die Universalität und die Publizität. Die Publizität ist sowohl bei den Zeitschriften als auch bei den Zeitungen, im Gegensatz zur Universalität und Aktualität, relevant. Redaktionen müssen sich somit auf ein Erscheinen in regelmäßigen Abständen einstellen.
Die Periodizität einer Zeitschrift kann unter anderem wöchentlich, zweiwöchentlich, monatlich, quartalsweise, halbjährlich oder jährlich sein; auch andere Perioden, die innerhalb eines Monats, Quartals oder Jahres gleich sind, sind möglich und üblich. Die Periodizität wird im Erscheinungsverlauf einer Zeitschrift beschrieben. Die Gesamtheit der Ausgaben einer bestimmten Zeitschrift, die innerhalb eines Jahres erschienen sind, wird als Jahrgang bezeichnet, d. h. pro Jahr erscheint ein Jahrgang, der jeweils mehrere Heftnummern enthalten kann. Die Zählung des Jahrgangs beginnt dabei heute meist zu Jahresbeginn im Januar. Sie kann aber auch abhängig von historischen oder wirtschaftlichen Gegebenheiten, zum Beispiel vom Beginn des Erscheinungs- oder Haushaltsjahres, beispielsweise im Oktober beginnen. Dies kann bei der Herausgabe von Zeitschriften im 19. Jahrhundert der Fall sein.
Die Jahrgangszählung kann unter anderem aus politischen Überlegungen resultieren, wie zum Beispiel beim Deutschen Ärzteblatt. Für taggenaue Berechnungen des Erscheinungsdatums kann in bestimmten Regionen die Umstellung vom julianischen auf den gregorianischen Kalender Ende des 17. bis Anfang des 18. Jahrhunderts von Bedeutung sein.
Beispiele für Jahrgangs- und Heftnummernangaben in wissenschaftlicher Form könnten etwa so aussehen:
- „Jg. 3 (2007), H. 12“ verweist auf das 12. Heft des 3. Jahrgangs. Die Zeitschrift erschien 2005 (Jg. 1), 2006 (Jg. 2) und 2007 (Jg. 3).
- „Vol. 28, 2008/2009, Issue 1, erschienen 2009“ verweist auf das 1. Heft (englisch issue) des 28. Jahrgangs (englisch volume), der im Jahr 2009 erschien.

### Kumulationsstufe
Periodika erscheinen teilweise als Kumulationsstufen, das heißt, die vorangehenden Einzelhefte werden zu einem wöchentlichen, monatlichen, vierteljährlichen (Quartalsschrift) oder jährlichen Band zusammengefasst und ersetzen diese. Die Einzelhefte können dann auch deakzessioniert werden. Bibliographisch werden kumulierten Ausgaben zum Beispiel in Nationalbibliographien separat erfasst.

## Beispiele
Beispiele für Periodika sind:
- Quartalsschriften
- Reihen (regelmäßig erscheinende)
- Zeitschriften, Magazine – mindestens viermal im Jahr
- Tageszeitungen – erscheinen fünfmal, überwiegend sogar sechsmal die Woche
- Wochenzeitungen – erscheinen wöchentlich
- Sonntagszeitungen – erscheinen jeden Sonntag
- Bulletins, Rundbriefe etc.
- Jahrbücher und Almanache
- Neujahrsblätter
- Schulprogramme/Jahresberichte